# Saskia Burmeister

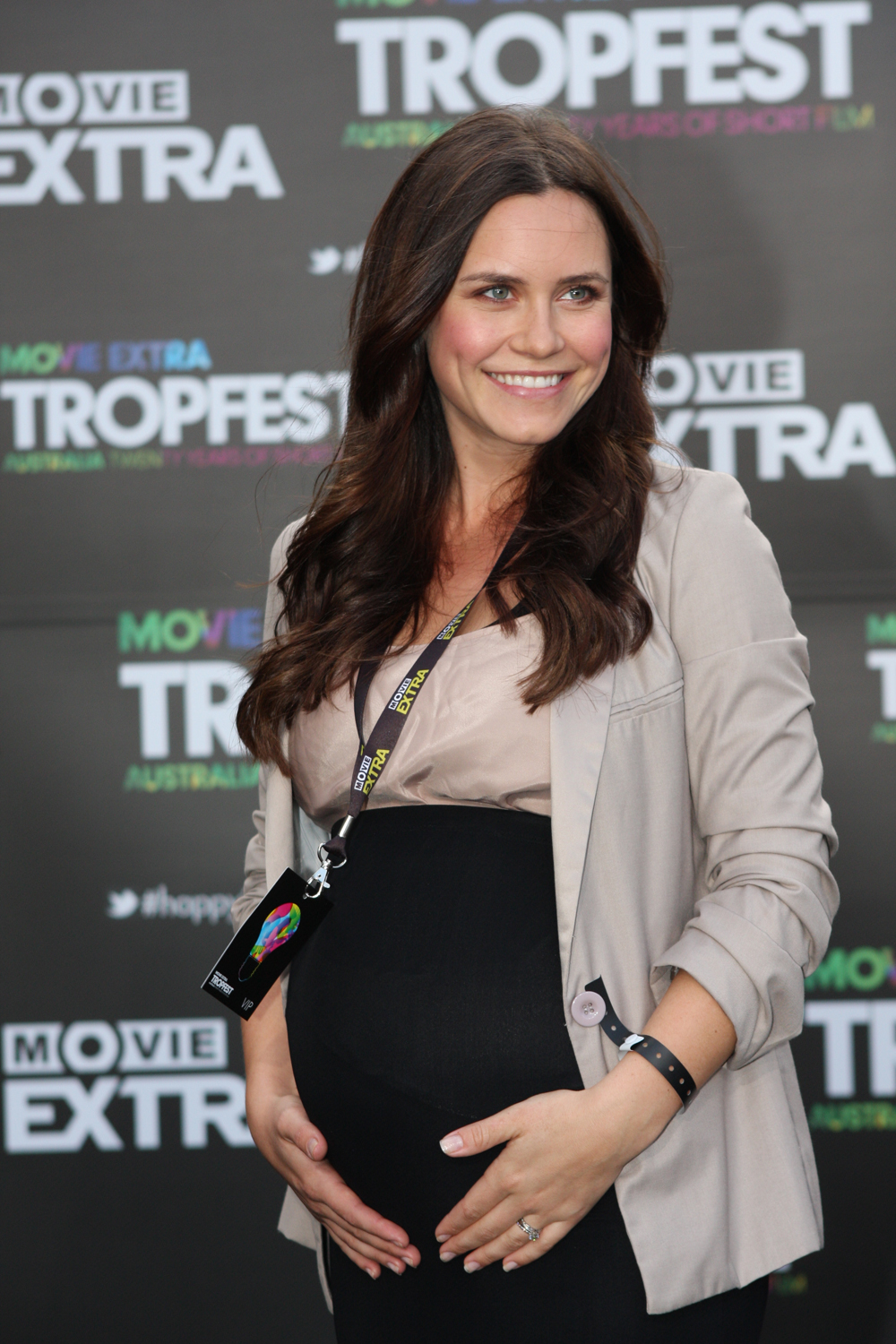
Saskia Burmeister (2012)

Saskia Burmeister (* 12. Februar 1985 in Sydney, New South Wales) ist eine australische Schauspielerin.

## Leben und Karriere
Mit 17 Jahren hatte sie schon ihre erste Rolle in dem australischen Spielfilm Der Pakt. Im Jahr 2003 hat sie an der Seite von Heath Ledger und Naomi Watts im Film Gesetzlos – Die Geschichte des Ned Kelly von Regisseur Gregor Jordan gespielt. Es folgte die AC/DC-Komödie Thunderstruck mit Sam Worthington und Ryan John. Neben diesen Kinofilmen kann man Saskia im australischen Fernsehen in der dort beliebten Serie Water Rats – Die Hafencops und im amerikanischen Fernsehfilm The Junction Boys sehen. Von 2007 bis 2009 spielte sie in der Dramaserie Sea Patrol die Rolle der Lieutenant Nicole „Nikki“ Caetano.
Sie ist seit 2008 mit Jamie Croft verheiratet. 2012 kam das erste gemeinsame Kind der beiden auf die Welt.

## Filmografie
- 2000: Water Rats – Die Hafencops (Water Rats, Fernsehserie, Episode 5x18)
- 2002: The Pact
- 2003: Gesetzlos – Die Geschichte des Ned Kelly (Ned Kelly)
- 2003–2004: Total Genial (Wicked Science, Fernsehserie, 26 Episoden)
- 2004: Thunderstruck
- 2005: Der innere Weg (Jewboy)
- 2005: Hating Alison Ashley
- 2005: The Glenmore Job (Fernsehfilm)
- 2005: Blue Heelers (Fernsehserie, Episode 12x35)
- 2006: Der Schatz von Fidschi (Pirate Islands: The Lost Treasure of Fiji, Fernsehserie, 13 Episoden)
- 2007: The Jammed
- 2007–2009: Sea Patrol (Fernsehserie, 39 Episoden)
- 2009: Kind of Man
- 2009: Storage
- 2010: Rampage
- 2011: Home and Away (Fernsehserie, unbekannte Anzahl)

## Auszeichnungen und Nominierungen
AFI Awards
- Nominiert – Beste Hauptdarstellerin – Hating Alison Ashley (2005)
- Gewonnen – Beste Gastrolle in einer Dramaserie – Blue Heelers (2006)
- Nominiert – Beste Nebendarstellerin – The Jammed (2008)

FCCA Awards
- Nominiert – Beste Nebendarstellerin – The Jammed (2008)